# Deborah Pullen
Deborah Pullen (született: Deborah Anne Kok, Takapuna, 1963. június 12. – 2010. május 8.) korábbi új-zélandi női válogatott labdarúgó.

## Pályafutása
Az új-zélandi női labdarúgás egyik úttörőjeként az Auckland régióban kezdte karrierjét és 1979-től több csapatban is megfordult a régión belül . Kiváló irányító- és támadó képességei révén képes volt akár egymaga mérkőzéseket eldönteni és magabiztosságával, ösztönös, önzetlen játékával csapatai igazi vezérévé vált.
A North Shore United és a Glenfield Rovers csapatait követően 1983-ban Hollandiában próbált szerencsét és a Groote Lindtel bajnoki címet szerzett.
Tagja volt az 1987-ben szövetségi bajnokságot nyert Eden együttesének, akikkel 100%-os teljesítménnyel 18 mérkőzésen, 169–1-es gólaránnyal a labdarúgás történetének egyik legdominánsabb bajnoki címét érték el. Pullen 31 gólt jegyzett ebben az idényben.

### A válogatottban
1979. október 6-án az Ausztrália ellen mutatkozott be a válogatott színeiben. Az első alkalommal megrendezett 1983-as Női OFC-nemzetek kupája döntőjében 2–0-ás ausztrál vezetést követően állt fel a Páfrányokkal és Donna Baker, Wendy Sharpe mellett Debbie is betalált, így Óceánia első női bajnokaként abszolválták Új-Zélanddal a tornát.
Nyolc évvel később 1991-ben újfent bajnokként végeztek a csoportmérkőzések utáni jobb gólarányuknak köszönhetően. 
Pár hónap múlva pedig részt vett az Kínában rendezett első hivatalos világbajnokságon és a Kiwik mindhárom mérkőzésén pályára lépett. 1993. augusztus 6-án egy Kanada elleni gól nélküli döntetlennel végződött mérkőzésen búcsúzott a nemzeti csapattól.

## Sikerei

### Klubcsapatokban
Új-zélandi bajnok (7):
- Auckland Football (7): 1981, 1984, 1986, 1987, 1990, 1991, 1992

 Holland bajnok (1):
- Groote Lindt (1): 1983

### A válogatottban
Új-Zéland
- OFC-nemzetek kupája győztes (2): 1983, 1991

### Egyéni
Az év játékosa (1): 1991

## Magánélete
Pályafutását befejezvén a junior korosztály edzőjeként dolgozott, majd férjével és három gyermekével családi életet élt.

## Halála
2010. május 8-án tüdőrákban hunyt el.